# Details
Details foi uma revista masculina americana, fundada em 1982 e publicada mensalmente pela Condé Nast. Embora tenha foco central em temas como estilo de vida e moda, a revista apresentava matérias e conteúdo sobre questões sociais e políticas relevantes. Em novembro de 2015, a Condé Nast anunciou que a revista deixaria de ser publicada, tendo a última edição circulado em dezembro de 2015/janeiro de 2016.

## História
A Details foi lançada como uma revista de cultura em 1982. Alan Patricof comprou a revista em 1988 e a editora Condé Nast adquiriu o as operações da revista um ano depois, por 2 milhões de dólares.

### Funcionários
Entre os colunistas e escritores da revista estavam Augusten Burroughs, Michael Chabon e Bill Cunningham.